# San Martín (galeone)
Il São Martinho, costruito come galeone portoghese, in seguito all'Unione Iberica divenne la nave ammiraglia di Alonso Perez de Guzmán, Duca di Medina Sidonia, comandante della Invencible Armada spagnola.

## Caratteristiche
Il San Martín era un tipico galeone iberico, benché armato di potenti cannoni, aveva in generale alte murate e in particolare castelli elevati, per difendersi in caso di arrembaggio.
Il galeone misurava circa 54 metri di lunghezza e 12 di larghezza. Era armato di 48 cannoni pesanti disposti su due ponti coperti, più varie bocche da fuoco di minore importanza. Come si vede dal quadro di Hendrik Cornelisz Vroom, conservato al National Maritime Museum di Greenwich, il San Martín aveva tre alberi, di cui due a vele quadre e l'albero di mezzana a vela latina. Viene mostrato con la galleria di poppa e con un lungo rostro tipico dei galeoni. L'albero di bompresso era piantato davanti al castello di prua.

## Storia
Come nave della flotta portoghese partecipò alla battaglia dell'isola di Terceira, nelle Azzorre contro i francesi.
Quando il Regno del Portogallo cadde sotto il dominio di Filippo II di Spagna nel 1580, la marina portoghese aveva appena finito di costruire un grosso galeone chiamato São Martinho. Esso fu ribattezzato dagli spagnoli San Martín. Poiché al momento di riunire la Invencible Armada per combattere la flotta inglese, il San Martín fu ritenuto la migliore imbarcazione della flotta, fu scelto come ammiraglia del comandante, il Duca di Medina Sidonia.
Il San Martín e la sua squadra svolsero un ruolo fondamentale nel difendere la Armada attraverso la Manica. Ad esempio fra il 31 luglio e il 1º agosto 1588, nello stretto di Dover, il salvataggio ordinato da Medina Sidonia del galeone São João, comandato da Juan Martinez de Recalde, che mentre cercava di raggiungere la formazione dopo aver effettuato delle riparazioni, era stato intercettato e fronteggiava da solo dodici galeoni inglesi. Nel corso della battaglia che ne seguì il San Martín combatté, di fatto isolato, per un'ora contro quindici galeoni inglesi. Howard, tuttavia, scelse di tenere un po' di distanza per evitare ulteriori contatti e i duelli a cannonate da entrambe le parti.
Il San Martín aveva già subito pesanti danni durante la battaglia di Gravelines nel luglio 1588 quando una squadra di navi inglesi comandate da Sir Francis Drake a bordo della Revenge la affrontò. Con l'aiuto del galeone São Mateus riuscì a sfuggire l'attacco e condusse l'Armada indietro in Spagna attraverso una terribile tempesta ma dovette essere rimorchiata fino al porto di Santander. Fu una delle poche navi dell'Armada a tornare in patria, seppur con l'equipaggio dimezzato.